# Eilema quadrinotata
Eilema quadrinotata là một loài bướm đêm thuộc phân họ Arctiinae, họ Erebidae.